# USATC-Klasse S 100
Die USATC Klasse S 100 waren Kriegslokomotiven des United States Army Transportation Corps (USATC) für den Verschub. Diese Lokomotiven mussten weltweit einsetzbar sein und halten daher die englische Fahrzeugbegrenzungslinie ein, welche eine der kleinsten ist. Insgesamt wurden 382 Stück von Porter, Vulcan und Davenport gefertigt. Die Dampflokomotiven waren kohle-, aber auch ölgefeuert.

## Die S 100 in Großbritannien
Die ersten S 100 kamen ab Juli 1942 nach Großbritannien. Einige Maschinen wurden vom britischen Militär eingesetzt und mit WD (War Department) bezeichnet, einige wurden an britische Eisenbahnunternehmungen (etwa an die Great Western Railway) vermietet. Der Rest wurde vorrätig gehalten, um in Kontinentaleuropa nach der Invasion eingesetzt zu werden. Die vermieteten Maschinen kamen bald wieder in die Verwaltung des USATC zurück.

## Die S 100 in Kontinentaleuropa
Nach der Invasion der Alliierten am 6. Juni 1944 begannen die Lieferungen der USATC S 100 nach Kontinentaleuropa.
Die ersten Maschinen kamen von England, wo sie schon für diesen Zweck vorrätig gehalten worden waren, später auch direkt aus den USA.
Die erste Überstellung umfasste sechs Stück, die im Juni 1944 nach Cherbourg kamen.
Nach Ende des Zweiten Weltkrieges wurden Lokomotiven der USATC S 100-Klasse in einigen europäischen und außereuropäischen Ländern eingesetzt.

## Die S 100 in Nordafrika und in Italien
Fünf Lokomotiven kamen 1943 nach Nordafrika, von wo sie 1944 nach Italien verschifft wurden. Eine Maschine wurde an eine private Firma, die restlichen vier an die FS verkauft, die sie als 831.001–004 einordnete. Die vier Loks wurden 1953 ausgemustert.

## Die S 100 in Großbritannien nach dem Zweiten Weltkrieg
Nach Ende des Zweiten Weltkrieges waren S 100 relativ billig zu erwerben, sodass 14 Stück von der Southern Railway für Verschubzwecke gekauft wurden, die die Nummern 61–74 erhielten und als USA Class bezeichnet wurden. Die Maschinen wurden kleineren Umbauten unterzogen, kamen 1948 als 30061–30074 zur British Rail und wurden bis 1967 ausgemustert.

## Die S 100 in Frankreich
Nach Kriegsende befanden sich 77 Stück S 100 auf französischem Gebiet. Alle 77 wurden 1948 von der SNCF gekauft und als 030TU 1–77 eingereiht. Die letzten wurden erst mit dem Ende der Dampftraktion in Frankreich 1971 ausgemustert.

## Die S 100 in Österreich

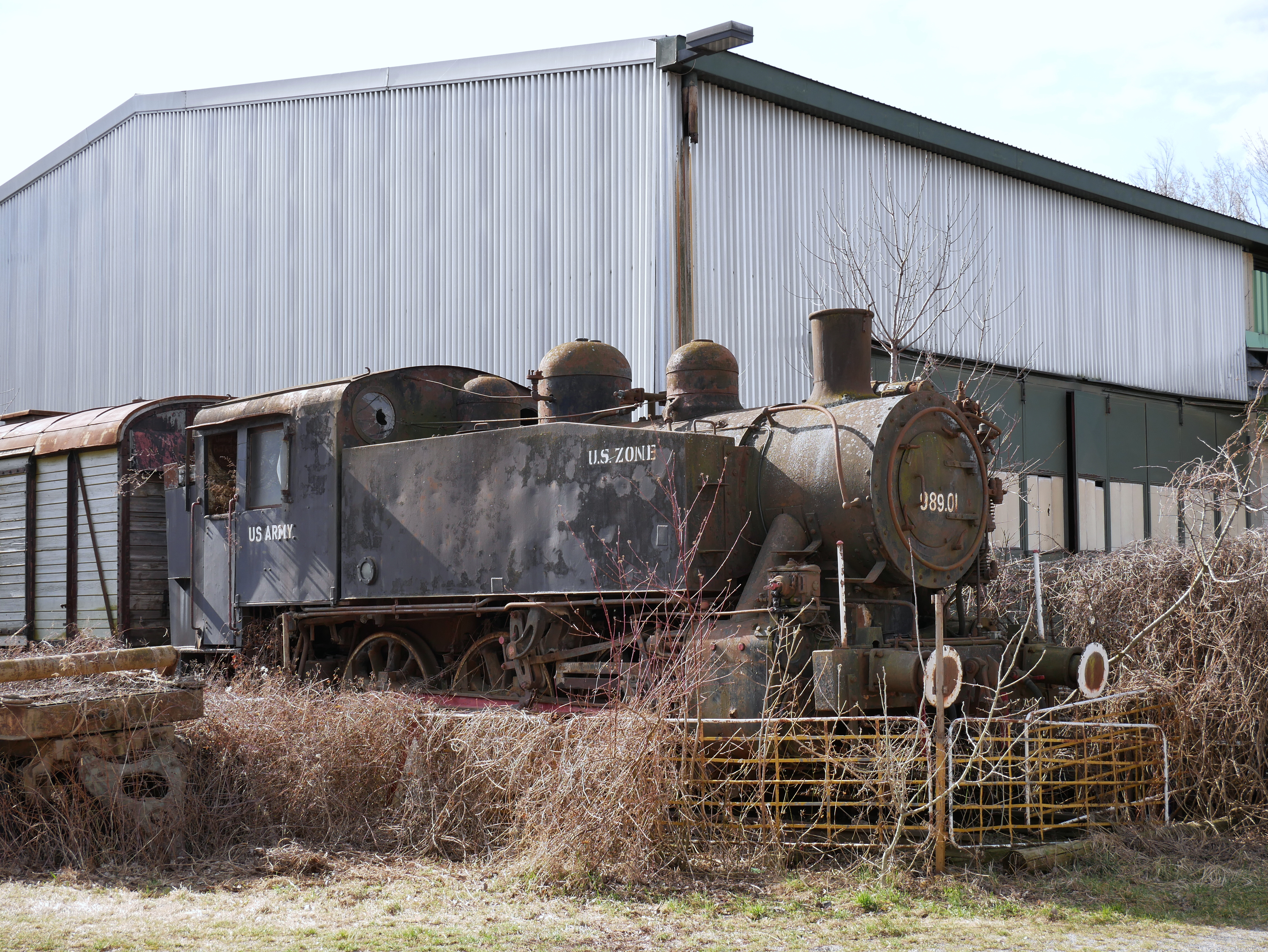
Die 989.01 der ÖBB ist in einer privaten Sammlung im niederösterreichischen Probstdorf erhalten geblieben.

Nach dem Zweiten Weltkrieg übernahmen die ÖBB zehn Stück S 100. Entsprechend ihrer Hersteller wurden die 10 Maschinen als ÖBB 989.01–05 (Vulcan), 989.101–103 (Davenport) und 989.201–202 (Porter) eingereiht. Die 989.01 kam 1963 als Werkslok an die Zuckerfabrik Siegendorf; sie blieb von allen Lokomotiven dieser Reihe am längsten in Betrieb. Die anderen Maschinen wurden 1968 ausgemustert.

## Die S 100 in Jugoslawien
1946 kamen 106 (vermutlich sogar 120) Stück S 100 nach Jugoslawien.
Sie wurden als JDŽ 62.001–106 eingeordnet; die restlichen Maschinen waren wahrscheinlich Ersatzteilspender.
Vermutlich hauptsächlich für den Einsatz in Fabriken baute Đuro Đaković in Slavonski Brod Lokomotiven nach dem Vorbild der S 100. Von diesen Maschinen kamen 23 als 62.107–129 zur JDŽ. Die anderen erhielten Nummern in den Bereichen 62.3, 62.5 und 62.6.
Anfang des 21. Jahrhunderts waren in Serbien sowie in Bosnien-Herzegowina noch einige Exemplare der Reihe 62 im Werksverkehr in Industriebetrieben anzutreffen. 2013 stand nur noch eine Maschine, 62 020, in der Kohlemine Breza bei Sarajevo im Einsatz.

## Die S 100 in Griechenland
1947 kamen 20 Stück S 100 nach Griechenland. Sie wurden als SEK Δα 51–70 (Da 51–70) eingereiht und waren 1980 noch immer im Einsatz.

## Die S 100 in China
China bekam etwa 20 Stück dieser Baureihe, die in China als XK2 bezeichnet wurde, und setzte diese auf Industriebahnen ein, vor allem in der Stahlindustrie. Dieser Einsatz dauerte bis Anfang der 1990er Jahre. Letzte Einsatzgebiete waren die Stahlwerke von Anshan und Benxi. In beiden Stahlwerken ist jeweils eine Lok dieser Baureihe erhalten geblieben, die XK2 28 und die XK2 51.

## Die S 100 in anderen Staaten
Neben den oben angeführten kamen S 100 noch in den Nahen Osten und in den Irak und nach Jamaika.

## Erhaltene S 100
Erhalten blieben unter anderen die 989.01 in Österreich, in Großbritannien die 30064 und 30065 sowie die DS238 Wainwright (30070, in den Farben der BR), die JDŽ 62.029, die Granite Rock No. 10 im California State Railroad Museum und die SNCF 030TU 13. Die von Vulcan gebaute 62-074 steht als Denkmal in Ruma in Serbien. Ein Exemplar befindet sich als Requisite in einem Filmstudio bei Kairo. Und die 4389, Davenport, 1943, befindet sich in Goes bei der SGB in den Niederlanden. 

## Lizenzbauten
Von der Lokfabrik Djuro Djakovic in Kroatien wurden 90 Lokomotiven im Lizenzbau nachgefertigt, die letzte Serie zwischen 1951 und 1961. Dabei wurde statt des amerikanischen Barrenrahmens ein Blechrahmen verwendet. Von diesen Nachbauten waren 2010 noch die Loks 62 670 und 62 676 betriebsfähig im Kosovo bei der Firma Transporti Hekurudhor Kastriot vorhanden, die diese Maschinen im Verschub in Kohlekraftwerken des Energieversorgers KEK bei Priština einsetzte. Zudem war 62 636 als Ersatzteilspender vorhanden. Eine vierte Lok der Baureihe war im Kraftwerk Kostolac in Serbien im Einsatz. Dieser Einsatz wurde 2013 beendet. In Bosnien-Herzegowina befanden sich 2013 noch zwei Maschinen dieses Typs im Plandienst: eine in der Kohlemine Zenica und eine in der Kohlemine Đurđevik. Je eine weitere Lok ist als Reserve in Banovići und Bujinje bei Tuzla betriebsfähig.